# Karolina Åkesson
Gustafva Karolina Åkesson, född Blomström 3 april 1837 Växjö stadsförsamling, Sverige, död 16 februari 1890, Malmö Karoli församling, Sverige, var en svensk socialist, och pionjär inom den skånska arbetarrörelsen. 
Hon föddes som utomäktenskaplig dotter till en utfattig änka. Hon fick två barn utanför äktenskapet och arbetade som piga i Växjö innan hon 1862 gifte sig med skomakargesällen Hans Åkesson. Paret bosatte sig i Malmö 1870. De var ateister, men uppgav sig vara mormoner i offentliga dokument eftersom det vid denna tid var olagligt att registrera sig som ateister (fram till 1868 hade det varit olagligt att vara något annat än lutheraner). Familjen var fattig och Karolina arbetade som städhjälp och maken tjänade otillräckligt som skomakare. 
När socialismen kom till Malmö 1881 anslöt sig makarna till den svenska arbetarrörelsen när den bildades: hon blev 1888 medlem i Kvinnliga arbetareförbundet och 1889 en av de första kvinnliga medlemmarna av socialdemokraterna när partiet grundades. Hon fick sparken från sitt arbete som städerska på högertidningen Skånska Aftonbladet när hennes engagemang blev känt. Hennes socialistiska engagemang gjorde henne till en av den svenska arbetarrörelsens första pionjärer. Hon stöttade Axel Danielsson då han fängslades, och hennes dotter Jenny Åkessons man Wilhelm Åhlund var en av August Palms främsta medarbetare.
När hon avled 1890 spreds cirkulär på fabriker och verkstäder och 6 000 personer följde hennes kista till graven. Axel Danielsson höll ett tal där han framhöll Karolina Åkessons betydelse för den socialdemokratiska rörelsen. Han skrev också hennes dödsruna, undertecknad "Marat", i tidningen Arbetet:
”Idag säger den tidning, hon från första numret egnade sitt varma intresse och som hon gjort så mycket för, till den fallna kämpen ett tack för trofast strid. Ty fru Åkesson stod icke endast på vakt utan hon kämpade. Må hennes minne länge lefva i bland oss och bli en manande förebild, en eggande sporre i den kamp vi ännu länge ha att bestå innan verket är fullbordat.”